# Palais épiscopal d'Apt
Le palais épiscopal d'Apt, est un bâtiment à Apt, dans le département de Vaucluse, siège de l'ancien évêché, actuellement utilisé comme sous-préfecture. 

## Histoire
Le bâtiment est reconstruit en 1754, à la demande de Félicien Bocon de La Merlière, par l'architecte Jean-Baptiste Franque. Il était initialement le siège de l’archevêché d'Apt. Après le rattachement du département de Vaucluse à la France, à la suite de la Révolution française, l'arrondissement d'Apt est créé, sur le territoire approximatif de celui de l’archevêché d'Apt. Le siège de la sous-préfecture s'installe alors dans l'ancien palais épiscopal, en partageant le bâtiment avec la mairie d'Apt et le tribunal d'instance.
Il est inscrit au titre des monuments historiques en 1927.

## À voir aussi